# 希志真理子
希志真理子（きし まりこ、1972年3月21日 - ）は、日本の元AV女優。
出身地：東京都。身長：164cm、スリーサイズ:B88（Dカップ-70） W58 H89。趣味：テニス、料理。

## 略歴
- 1990年 - KUKIから「求愛宣言」でAVデビュー。一旦引退するが1996年に復活。

## 作品

### アダルトビデオ
- 求愛宣言 （1991年2月2日、九鬼）
- 快楽主義宣言（1991年3月28日、九鬼）
- 義姉の生下着（1991年5月30日、九鬼）
- フラッシュパラダイス（1991年6月7日、アリスJAPAN）
- 希志真理子を犯る!（1991年7月13日、ステラ）
- 隷嬢 真理子（1991年8月10日、九鬼）
- シーツの汚れ（1991年9月7日、九鬼）
- シースルーランジェリー透視下着（1991年10月17日、九鬼）
- 罪償（1991年11月9日、九鬼）
- 出血大制服11（1991年11月22日、VIP）
- 家畜人・希志真理子（1991年12月28日、九鬼）
- 卑猥なる伝説（1991年1月6日、パリス）
- トライアングル・レズビアン3（1992年1月25日、九鬼）
- 淑女館6（1992年3月8日 、宇宙企画）
- シーメール・ナース（1992年6月13日、九鬼）
- SM調教天使2（1992年、司書房）
- ナインハーフ（1992年7月4日、サマンサ）
- 真理子先生の個人授業（1992年8月29日、九鬼）
- 躰（1993年4月21日、九鬼）
- 復活　希志真理子（1996年11月22日、九鬼）
- 男喰い（1996年12月30日、九鬼）